# Перейру (Пиньел)
Перейру (порт. Pereiro) — район (фрегезия) в Португалии, входит в округ Гуарда. Является составной частью муниципалитета Пиньел. По старому административному делению входил в провинцию Бейра-Алта. Входит в экономико-статистический субрегион Бейра-Интериор-Норте, который входит в Центральный регион. Население составляет 190 человек на 2001 год. Занимает площадь 30,06 км².
Покровителем района считается Святой Брас (порт. São Brás).